# Skriva på tvären

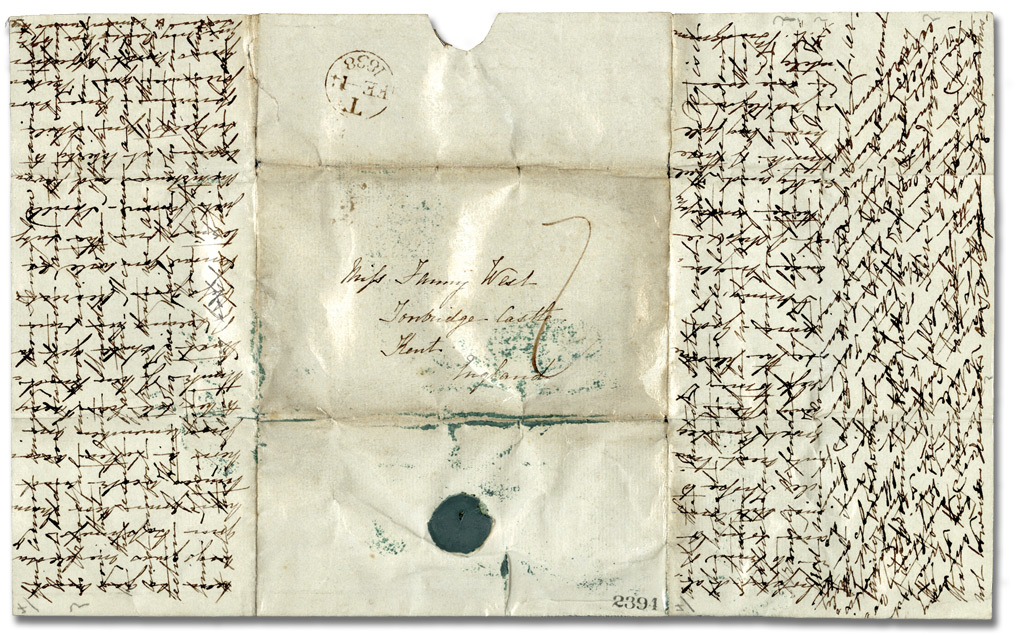
Ett brev från 1837 skrivet på tvären i Ontario, Kanada, på samma papper som viks ihop för att bilda kuvertet.

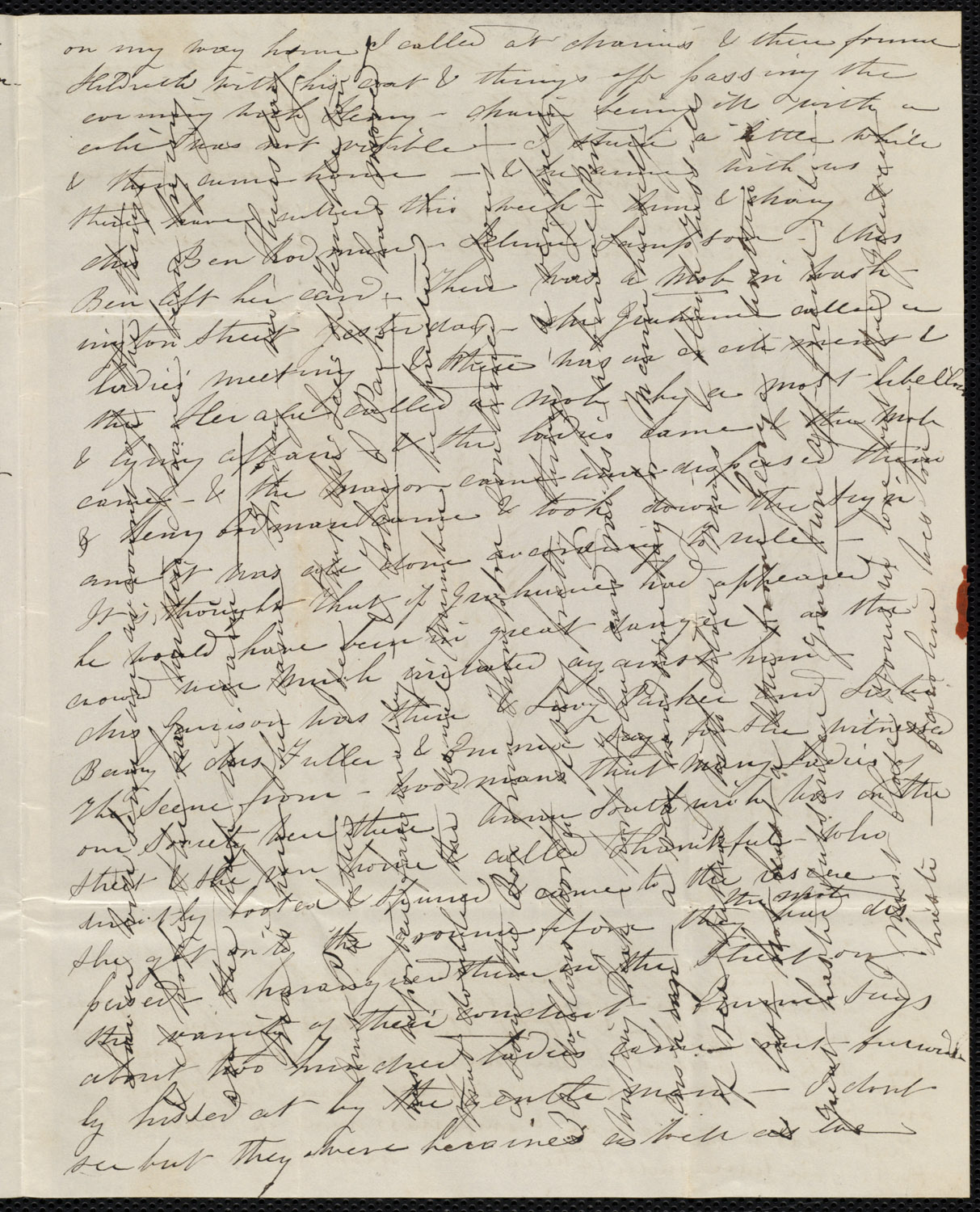
Ett brev från 1837 skrivet på tvären i Massachusetts, USA.

Att skriva på tvären eller skriva i rutor innebär att man fortsätter skriva på samma papper, vinkelrätt mot de tidigare raderna. Det var ett sätt att spara papper och brevporto som användes på 1800-talet. Av samma orsak kunde man också skriva på kuvertets insida (på avigsidan). Det förekom att man använde bläck av två olika färger, för att lättare skilja raderna från varandra.
Brevväxlingen i början av 1840-talet mellan Zacharias Topelius och fästmön Emilie Lindquist (de förlovade sig 1842 och gifte sig 1845) har beskrivits så här:
Icke sällan kunna dock brefven fås eller sändas med resande, och då behöfver man ej spara på papper och skrifva »i rutor», hvilket är svårt att läsa, så att Emilie slutligen skaffar sig rödt bläck för det som skrifves på tvären.
Ett annat exempel ur litteraturen är:
... hon skref in gummans postskriptum på tvären af papperet, ty på rätta leden fans der ingen vidare plats.